# Juan José Carbó Gatignol
Juan José Carbó Gatignol   (Sueca, 19 de març de 1927 - Sueca, 15 de maig de 2010) va ser un dibuixant de còmic valencià, adscrit a l'Escola Valenciana de còmic, encara que també va treballar per a Editorial Bruguera.

## Biografia
Comença a dibuixar en una escola de dibuix del seu poble natal, on va estudiar amb el pintor Alfredo Claros Garcia. En 1939, es muda amb la seua família a València, on a causa de la defunció del seu pare compatibilitza les classes de dibuix en l'Escola de Belles Arts de Sant Carles amb els seus primers treballs, fins que en 1944 obté per oposició una plaça de funcionari en la Seguretat Social, ja que no abandonaria en tota la seua vida.
En 1949 comença també la seua carrera professional com historietista amb el seu personatge Don Homobono per a la revista infantil de breu vida Cubilete de l'editorial Gong. Realitzant el servei militar, entra en contacte amb Editorial Valenciana. Per a ella crearà nous personatges com Robustiano Fortachón i El Penado 113, per a la revista Jaimito i Ivanchito per a Pumby, a més de realitzar portades i especialitzar-se en seccions didàctiques (¿Cuánto sabes?), de notícies (¡Ocurre cada cosa!), biografies d'esportistes (Galería de Ases) i d'acudits.
Carbó va continuar treballant per a la citada editorial fins a finals dels anys setanta, però des de principis d'esta dècada havia començat a compatibilitzar-la amb Editorial Bruguera, en un moviment idèntic al dels seus companys Rojas o Sifré. Allí, en Pulgarcito, publica les historietes del seu personatge Plácido Guerra.
En els anys 80, va col·laborar en el suplement Pipa del Diario de Valencia, en la revista fallera El Coet i en la revista per a adults Reseo. Entre 1993 i 1994, també publica la tira del seu personatge Tonet en la revista Papers d'Educació de la Consellería de Cultura. El març de 2005, la Universitat d'Alacant li va concedir el premi "Notario de l'humor" en reconeixement de tota la seva trajectòria, al costat de Xaquín Marín.

## Estil
El crític Pedro Porcel ha elogiat, més enllà del seu dibuix estàtic i aparentment gris, el seu sentit clàssic de la composició i la seua gran imaginació per concebre Gags.